# Norwegian Bliss
Die Norwegian Bliss ist ein Kreuzfahrtschiff der Breakway-Plus-Klasse  der Reederei Norwegian Cruise Line. Es entstand auf der Meyer Werft in Papenburg und wurde 2018 in Dienst gestellt.

## Geschichte

### Bau
Das Schiff wurde im Juli 2014 gemeinsam mit der Norwegian Encore bestellt. Der Bau begann unter der Baunummer S.707 am 28. Oktober 2016. Am 24. Mai 2017 folgte die Kiellegungszeremonie. Eine Maschinenraumsektion wurde auf der Neptun Werft gebaut und im März 2017 nach Papenburg überführt. Im Zuge der Baustrategie der Meyer Werft wurde eine erste Sektion am 10. Juni 2017 ausgedockt. Eine zweite Sektion folgte am 26. August 2017, um das Ausdocken der World Dream zu ermöglichen. Anschließend wurden beide Sektionen wieder eingedockt. Die Norwegian Bliss verließ am 17. Februar 2018 das Baudock.
Am 13./14. März wurde das Schiff über die Ems mithilfe des Emssperrwerks nach Eemshaven überführt. Hierfür wurde am Abend des 12. März das Emssperrwerk bei Gandersum geschlossen und blieb für knapp 40 Stunden geschlossen. Hiermit wurde ein Wasserstand von 2,70 Metern über Normalhöhennull hergestellt. Am 14. März gegen 10:30 Uhr passierte das Schiff schließlich das Emssperrwerk.
Am 19. April 2018 erfolgte in Bremerhaven die Ablieferung an den Auftraggeber.

### Einsatz
Nach der Übernahme wurde das Schiff am 21. April 2018 in Southampton in Dienst gestellt. Das Schiff wurde am 30. Mai 2018 in Seattle von Elvis Duran getauft. Es wird seitdem in Alaska eingesetzt.

Sektion im Werfthafen der Meyer Werft
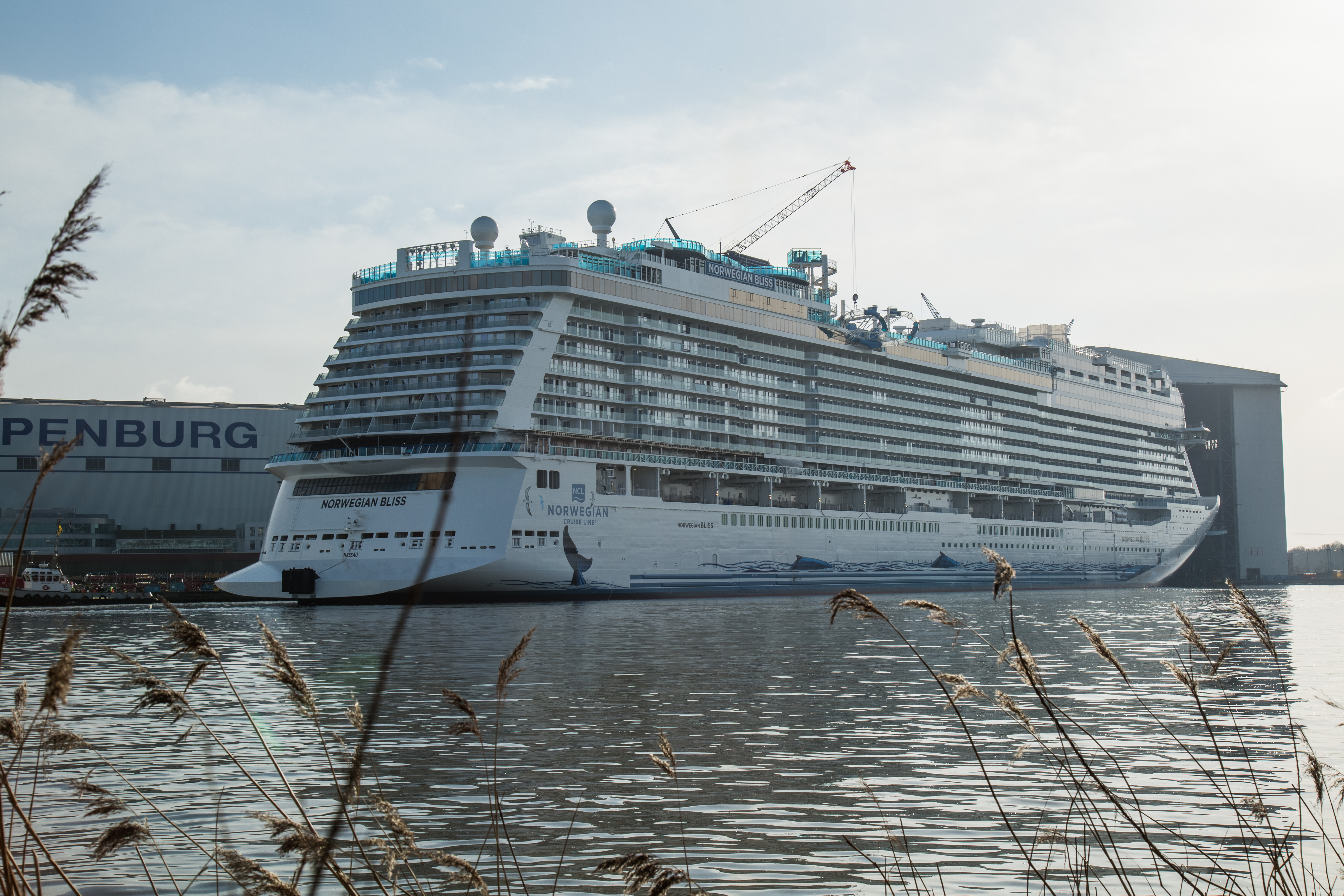
Seitenansicht
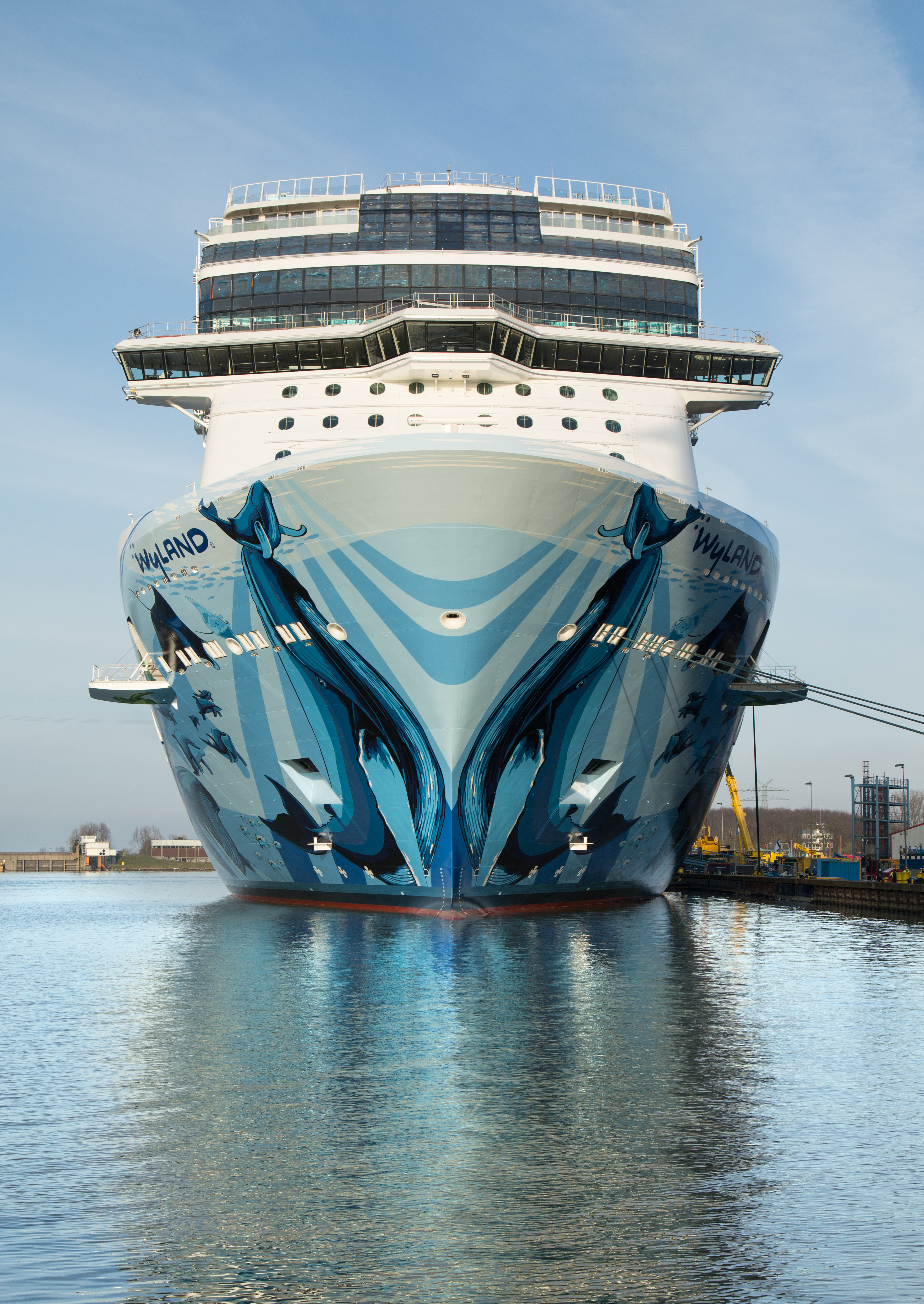
Bug der Norwegian Bliss